# Dawanluo
Dawanluo (kinesiska: 大湾罗, 大湾罗乡) är en socken i Kina. Den ligger i provinsen Hunan, i den södra delen av landet, omkring 390 kilometer väster om provinshuvudstaden Changsha. Antalet invånare är 8617. Befolkningen består av 3 968 kvinnor och 4 649 män. Barn under 15 år utgör 16,0 %, vuxna 15-64 år 72 %, och äldre över 65 år 11,0 %.
Genomsnittlig årsnederbörd är 1 671 millimeter. Den regnigaste månaden är maj, med i genomsnitt 276 mm nederbörd, och den torraste är december, med 46 mm nederbörd.